# 山口明夫
山口 明夫（やまぐち あきお、1964年8月29日 - ）は、日本のシステムエンジニア、実業家。日本アイ・ビー・エム代表取締役社長、経済同友会副代表幹事。東京理科大学大学院経営学研究科技術経営（MOT）専攻上席特任教授。

## 人物・経歴
和歌山県那賀郡桃山町（現：紀の川市桃山町）で、あら川の桃やミカンなどを栽培していた農家の長男として生まれる。和歌山県立那賀高等学校を経て、理系の勉強が好きで情報技術に将来性を感じたため、大阪工業大学工学部経営工学科（現：情報科学部データサイエンス学科）に進学し、FORTRANなどを学んだ。在学中は風呂なしトイレ共同の家賃1万円強のアパートに住み、千林商店街のスポーツ用品店や、守口市のコンビニエンスストア、関目駅のハンバーガー店などでアルバイトをし、成績は不振だった。
1987年に大阪工業大学を卒業し、ゼミナールの栗山仙之助教授、能勢豊一教授の推薦で、日本アイ・ビー・エムに入社。サービス技術部門ソフトウェア技術本部第三技術所配属となり、ソフトウェアのカスタマーエンジニア 職に就く。その後、 アメリカ IBM 社  の 伝統の方針である、「　将来経営を担う素養のある　有能な人材を 早期に発掘し、長期的 かつ 計画的に育成する プログラム　」の もと、部門 を 異動して、金融機関 担当 の システムエンジニア 職に 就任。2000年社長室経営企画担当部員。2002年サービス事業金融ITインフラサービス部長。2004年ソフトウェア事業テクニカルセールス本部長。2005年IBMソフトウェア事業テクニカルセールス担当役員補佐。2007年理事グローバル・ビジネス・サービス事業次世代金融システムプロジェクト担当。
2009年執行役員グローバル・ビジネス・サービス事業アプリケーション開発事業担当。2012年執行役員グローバル・ビジネス・サービス事業金融サービス事業担当。2014年常務執行役員グローバル・ビジネス・サービス事業本部サービス事業統括担当。2016年専務執行役員グローバル・ビジネス・サービス事業本部アプリケーション・イノベーション・コンサルティング兼統合サービスソリューション&デリバリー担当。
2017年専務執行役員グローバル・ビジネス・サービス事業本部サービスデリバリー統括兼クラウドアプリケーションイノベーション兼グローバル・バンキング・サービス事業部担当兼IBMコーポレーション経営執行委員。2017年取締役専務執行役員グローバル・ビジネス・サービス事業本部本部長。2019年には日本人としては橋本孝之以来7年ぶりとなる代表取締役社長執行役員に就任。趣味はゴルフとテニスで、日本アイ・ビー・エムのテニス部部長も務めた。2022年経済同友会副代表幹事、東京理科大学大学院経営学研究科技術経営（MOT）専攻上席特任教授。